# Dąb Miś
Dąb Miś – pomnik przyrody, dąb szypułkowy (Quercus robur), rosnący w miejscowości Sobota w gminie Lwówek Śląski, w powiecie lwóweckim województwa dolnośląskiego. Drzewo znajduje się przy ruinach kościoła św. Piotra i Pawła w Sobocie.
Wysokość dębu to 22 m. Obwód pnia wynosi 405 cm, a pierśnica mierzy 129 cm. Dąb opatrzony jest stosowną tabliczką.